# Општина Кочевје
Општина Кочевје (словен. Kočevje) је једна од општина Југоисточне Словеније у држави Словенији. Седиште општине је насеље Кочевје.
Општина Кочевје је са својих 563,7 km² површински највећа општина у Словенији.

## Природне одлике
Рељеф: Општина Кочевје налази се у јужном делу државе и погранична је према Хрватској. Кочевска општина је и највећа општина у држави протеже кроз неколико просторних целина. На истоку и западу су планински крајеви. На истоку је планина Кочевски Рог, а на западу Готенишка Гора. Усредишњем делу налази се плодно иравно Кочевско поље, крашко поље са речицом Ринжом као главним водотоком. На крајњем југу налази се долина реке Купе.
Клима: У општини влада оштрија, планинска варијанта умерено континенталне климе.
Воде: Највећи водоток је погранична река Купа, али је она на крајњем јужном одобу општине. Речица-понорница Ринжа је главни водоток у Кочевском пољу.

## Становништво
Општина Кочевје је ретко насељена.

## Насеља општине
| - Боровец при Кочевски Реки - Брег при Кочевју - Брезовица при Предграду - Букова Гора - Вимољ при Предграду - Врбовец - Врт - Горење - Горња Брига - Горње Ложине - Готеница - Гричек при Жељнах - Дол - Долга Вас - Долња Брига - Долње Ложине - Жељне - Зајчје Поље - Здихово - Јелења Вас - Качји Поток | - Клеч - Клиња Вас - Кнежја Липа - Кобларји - Кочарји - Коче - Кочевје - Кочевска Река - Комолец - Конца Вас - Копривник - Краљи - Кухларји - Лазе при Онеку - Лазе при Предграду - Ливолд - Мачковец - Маховник - Мала Гора - Млака при Кочевју - Млака при Кочевски Реки | - Мокри Поток - Морава - Мозељ - Мртвице - Муха вас - Немшка Лока - Нове Ложине - Нови Лази - Ограја - Онек - Пака при Предграду - Подјетнишко насеље Кочевје - Подлесје - Подстене - Полом - Предград - Прежа - Приможи - Пуглед при Старем Логу - Рајхенав - Рајндол - Рогати Хриб - Садни Хриб | - Светли Поток - Сеч - Словенска Вас - Смука - Сподња Билпа - Сподњи Лог - Стара Церкев - Стари Брег - Стари Лог - Старо Брезје - Сухи Поток - Топла Ребер - Трновец - Хрељин - Хриб при Копривнику - Цвишлерји - Чепље - Чрни Поток при Кочевју - Шалка Вас - Шкриљ - Шталцерји |  |